# Cigales (vi)
Cigales és una denominació d'origen castellana dels vins produïts a una zona de producció entre dues províncies, la de Valladolid i la de Palència, la qual és regada pel riu Pisuerga i comprèn tretze municipis dels quals Cigales n'és el principal.

## Història[1]
Des del segle x es té constància documental de propietaris de vinyes a la comarca. Al costat dels castells, i quan la pau s'anava consolidant, van començar a estendre-s'hi les vinyes, especialment propietat dels monestirs, que necessitaven el vi tant per al culte com per al seu consum privat. Els vins d'aquestes terres van assolir la fama a Espanya i a l'exterior i van estar els substituts de les vinyes de Bordeus degut a la fil·loxèra, la qual hi havia envaït els conreus de les terres de la ciutat. El 1888 ja es produïen més de 15 milions de quilos de raïm per la importància d'aquesta zona. El 1991 n'obté la denominació d'origen. Amb l'aprovació del nou reglament de la denominació l'any 2011 s'hi permet l'elaboració de vins blancs, escumosos i dolços.

## L'entorn
L'altitud mitjana de les vinyes és de 750 metres, els sòls són sorrencs i calcaris amb poca matèria orgànica. El clima és continental amb una temperatura mitjana anual de 12º, la precipitació mitjana anual és de 400 mm.

## Característiques dels vins
Negres: Vins de 12º a 14º de graduació, els joves són frescos i afruitats.
Rosats: Vins de 10,5º a 13º de graduació, són als quals principalment és famosa la denominació.

## Varietats de raïm[2]
Varietats blanques: Verdejo, Albillo, Sauvignon Blanc.
Varietats negres:Ull de Llebre i Garnatxa, Cabernet Sauvignon, Syrah, Merlot.